# Герб Ленского района (Якутия)
Герб муниципального образования «Ле́нский район (улус)» Республики Саха (Якутия) Российской Федерации.
Герб утверждён решением районного Собрания депутатов муниципального образования «Ленский район» № 3/XII от 31 декабря 2004 года.
Герб внесён в Государственный геральдический регистр Российской Федерации под регистрационным номером № 2018.

## Описание герба
«В зелёном поле серебряный коч, окружённый сверху и по сторонам трёхцветной червлёно-желто-лазоревой радугой, все полосы которой окаймлены серебром. В оконечности окаймлённая серебром чёрная античная чаша. Во главе семь серебряных дугообразно расположенных якутских алмазов (фигуры в виде поставленных на угол квадратов, каждый из которых расторгнут на шесть частей: накрест и наподобие двух сходящихся по сторонам стропил)».

## Описание символики герба
Центральная фигура герба — казачий коч, символизирующий первопроходцев, исследователей реки Лены.
Радуга по форме повторяет дугу конской упряжи (символ ямщицкого станка Мухтуи, и Ленска «Города шофёров»), так же она повторяет силуэт Урасы — берестяного летнего жилища якутов, и напоминает что Ленск — «Ворота алмазного края», форпост Якутии.
Чёрная античная чаша в серебряной окантовке — аллегорический символ нефтяных месторождений района.
Зелёный цвет олицетворяет богатство недр, тайги.
Алмазы в особой стилизации, аналогичной их стилизации в Государственном гербе Республики Саха (Якутия), обозначают административно-территориальную принадлежность муниципального образования к Республике Саха (Якутия).
Автор герба: В. А. Балаев (г. Ленск).